# ヌルシアのベネディクトゥス
ヌルシアのベネディクトゥス（羅：Benedictus de Nursia, 480年頃 - 547年）は、中世のキリスト教の修道院長。西方教会における修道制度の創設者と呼ばれ、ベネディクトスの著した会則は西ヨーロッパに広く普及し、やがて「西欧修道士の父」と称されるようになった。カトリック教会・聖公会・ルーテル教会および正教会で聖人。ベネディクトやベンディクトとも表記され、イタリア語ではベネデット（Benedetto）と呼ばれる。正教会ではノルシヤの克肖者聖ベネディクトと称される。
カトリック教会においては、教会の聖堂名や保護聖人名、個人の霊名、その他において「聖ベネディクト」と記載・表記した場合、このヌルシアのベネディクトゥスを表すことが多い。
529年ころイタリアのローマとナポリの間にあるモンテ・カッシーノ（イタリア共和国ラツィオ州）に修道院を設け、540年ころ修道会則（聖ベネディクトゥス戒律）を定めて、共同で修道生活を行った。彼の戒律に従った修道会の一つをベネディクト会と呼ぶ。

## 生涯
ベネディクトゥスは、480年頃、スポレートに近い小さな町ヌルシア（現在のウンブリア州ノルチャ）の古代ローマ貴族の家系に生まれた。伝承によれば、双子の妹にスコラスティカ（聖スコラスティカ）がいた。少年時代は両親とともにローマに住み、学問を習得した。ローマでは、東ゴート王国の大王テオドリックが奨励する古典教育を学んだ。これは行政官として必要な教養を身につけるためであったが、キリスト教の福音の教えに共鳴したベネディクトゥスは神に自らの生涯を捧げることを決意し、早い時期に学校を退学した。
ベネディクトゥスは隠修修道を行ったわけではなかったが、ローマ郊外の都会の喧騒を離れた場所で新たな生活を始めた。しばらく後、ベネディクトゥスはローマを完全に離れる必要を感じ、田舎で自らの労働によって生活しつつ修道生活を営むことを考えるに至った。ベネディクト会の標語 “ora et labora” 「祈り、かつ働け」 は、この精神を表現したものである。
修道士ロマヌスの勧めで数年間洞窟での隠修生活をした後、ベネディクトゥスは山中の町スビヤコ（ラツィオ州）に修道院を設立した。彼のもとに、彼の評判を聞いて次々と共鳴者が集まり、スビヤコには12の修道院が増設されるに至った。しかし、同時に反感をもつ者も増えていった。12の修道院のそれぞれに、ベネディクトゥスは12人の修道士と1人の監督者を住まわせ、自身は別の修道院にごくわずかな弟子たちとともに住んだ。とはいえ、ベネディクトゥスは依然としてスビヤコ全体の修道院長であり、修道士たちの信仰生活の父親役を務めたのである。ベネディクトゥスは、彼のことをこころよく思わない修道士によってあやうく毒殺されそうになり、スビヤコの町をいったん離れた。ローマ在住の貴族たちは、彼の修道院に子弟をあずけるようになり、そのなかから聖マウリスや聖ブラキドゥスなども現れた。
ベネディクトゥスに弟子が増えると、地元の聖職者たちからの敵意はいっそう募り、彼は南へ約100キロメートル離れた町への移動を余儀なくされ、529年頃、モンテ・カッシーノに移り、修道院を設立、モンテ・カッシーノ修道院設立の後は、ベネディクトゥスの生涯はその理想とする修道生活の実現のために捧げられた。
540年頃、ベネディクトゥスは会則を定めた。厳格派と穏健派の中道をつらぬき、労働と精神活動について定めたこの会則は、西ヨーロッパにおけるほぼすべての修道会へ広がっていき、以後、長い間、中世ヨーロッパの修道制度の基礎として考えられてきた。
ベネディクトゥスは547年頃にモンテ・カッシーノで死去し、妹の聖スコラスティカとともに埋葬された。

## ギャラリー

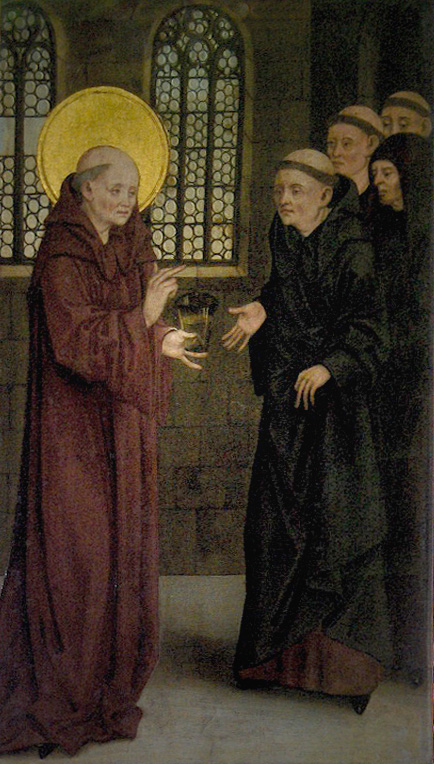
聖ベネディクトゥスと毒杯（オーストリア、メルク修道院）
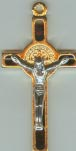
ベネディクトの小さな金色の十字架
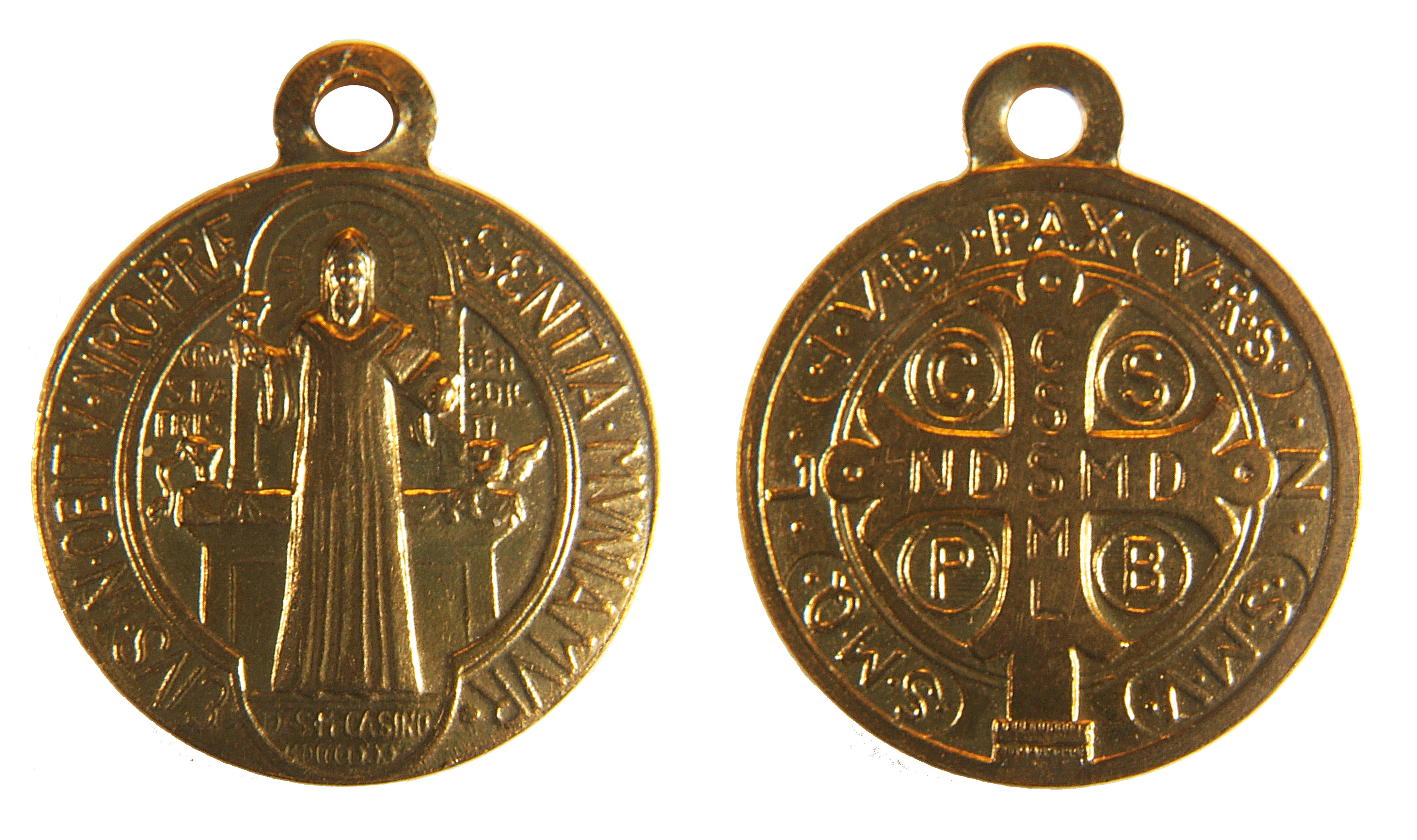
聖ベネディクトゥスのメダル（英語版）の表裏
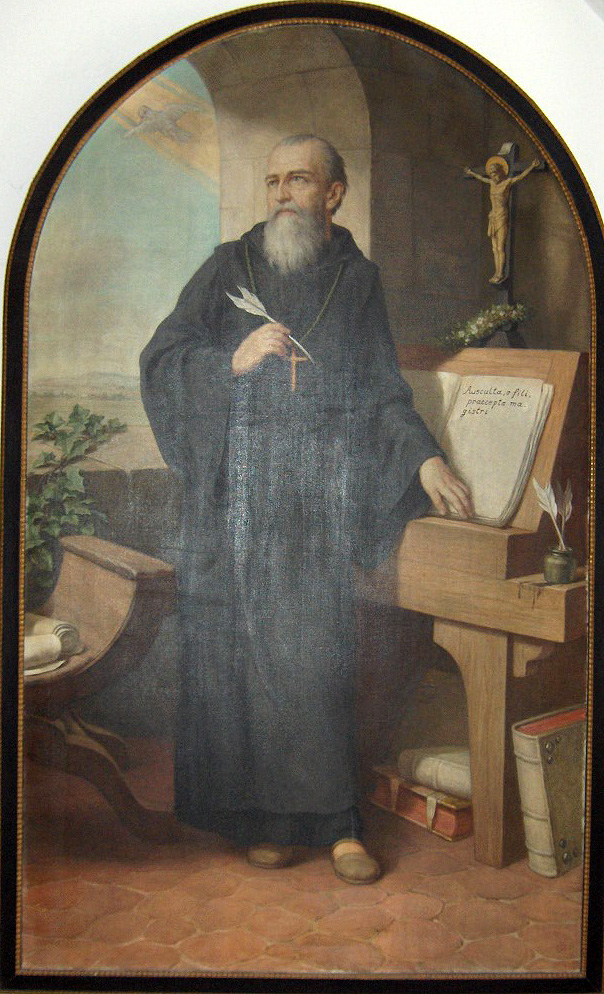
ヘルマン・ニーグによる肖像画（1926年）（オーストリア、ヘリゲンクラウツ修道院）

## 主な著作
ベネディクトゥスは『戒律』を「初心者のために記したこのもっとも控えめな戒律」と言っている。しかし、実際には『戒律』は、修道士にとってだけでなく、神への導きを求めるすべての人にとって有益な指示を与えてくれており、ベネディクトゥスは、その中庸と謙遜、霊的生活において本質的なこととそうでないことを冷静に識別する力によって、現代に至るまで光り輝く力を保ち続けている。
- 『戒律』 - 古田暁/訳 『ポケット版 聖ベネディクトの戒律』 ドンボスコ社、2006年11月21日。ISBN 978-4886264329。

- 『中世思想原典集成<5> 後期ラテン教父』239-328頁に所収。平凡社、1993年10月。ISBN 978-4582734157。